# نزهة الأسماع في مسألة السماع
نزهة الأسماع في مسألة السماع هو كتاب عن حكم سماع الغناء، ألفه الحافظ ابن رجب الحنبلي (736-795)، أسهب المؤلف في كتابه شرح حكم سماع الغناء، بعد أن وصله سؤال عن حكم سماع الغناء وآلآت اللهو.
نص سؤال حكم الغناء في كتاب نزهة الأسماع ومختصر رد الحافظ ابن رجب:
| نزهة الأسماع في مسألة السماع | سئلت عن السماع المحدث وما يتضمنه من سماع الغناء وآلآت اللهو، هل هو محظور أم لا وهل ورد في حظره دليل صريح أم لا وعن سماعه من المرأة الأجنبية وعمن يفعله قربة وديانة فأجبت والله الموفق : هذه المسائل قد انتشر فيها من الناس المقال وكثر القيل فيها والقال وصنف الناس فيها تصانيف مفردة وذكرت في أثناء التصانيف ضمنا وتكلم فيها أنواع الطوائف من الفقهاء وأهل الحديث والصوفية ثم منهم من يميل إلى الرخصة ومنهم من يميل إلى المنع والشدة واستيفاء الكلام في ذلك يستدعي تطويلا كثيرا ولكن سنشير إن شاء الله بعونه وتوفيقه إلى نكت مختصرة وجيزة ضابطة لكثر من مقاصد هذه المسائل ونسأل الله أن يلهمنا رشدنا وأن يعيذنا من شر أنفسنا وأن يجعل قصدنا بذلك بيان الحق الذي بعث به رسوله وأن يزيد المهتدي منا ومن إخواننا المسلمين هدى وأن يراجع بالمسئ إلى الحق الذي يرتضيه في خير وعافية بمنه ورحمته آمين | نزهة الأسماع في مسألة السماع |